# Jenny Humbert-Droz
Pour les articles homonymes, voir Humbert-Droz, Humbert et Droz.
Jenny Humbert-Droz née Jenny (Eugénie) Perret le 27 août 1892 à Môtier et morte le 4 janvier 2000 à Malvilliers (dans la commune de Boudevilliers) est une personnalité politique suisse, journaliste, militante du Parti communiste puis du Parti socialiste suisse et pour le suffrage féminin suisse.

## Biographie

### Jeunesse
Née à Môtier le 27 août 1892, Jenny Humbert-Droz (née Perret) est la deuxième d'une fratrie de huit enfants. Parmi ses ancêtres se trouve le militant chaux-de-fonnier Fritz Courvoisier. Peu après sa naissance, la famille déménage à Corcelles où le père de la famille est engagé comme pasteur protestant. Dans le jardin du presbytère à Corcelles dans le canton de Neuchâtel, un chantier se met en place pour la construction d'une route. Les ouvriers sont des Italiens saisonniers, leurs conditions de travailleurs temporaires ne la laissent pas indifférente. C'est en effet une anecdote qu'elle rapporte dans différents témoignages, un point de départ à la réflexion sur la justice sociale qu'elle nourrira tout au long de sa vie. Elle fait son école secondaire à Neuchâtel puis entreprend des études à l'École normale en vue d'être institutrice. Ce cursus sera interrompu pendant un an par une crise de pleurésie. Elle participe ensuite à la création d'une Association chrétienne des étudiants au sein de laquelle elle rencontre son futur mari, Jules Humbert-Droz. Originaire de la Chaux-de-Fonds, c'est un étudiant en théologie qui exprime des positions influencées par le socialisme et qui ne pas toujours compatible avec le dogme de l'église protestante. Les parents de Jenny s'opposent dans un premier temps à cette union puis y concèdent. Le mariage est célébré en 1916. Quelques semaines avant l'arrestation de Jules pour refus de servir dans l'armée nationale suisse. Une position antimilitariste soutenue par son épouse, elle-même convaincue que "c'était la meilleure solution". Tout au long de sa vie, elle partage avec son époux les mêmes convictions socialistes et pacifistes.

### L'Internationale communiste
En 1920, Jules Humbert-Droz est nommé au sein du Secrétariat de l'Internationale communiste. Accompagné de leur premier enfant, le couple s'installe à Moscou d'abord juste le temps d'un hiver pour y revenir pour une plus longue période en 1924. Jenny intègre le Département des traductions, "le service le plus féminisé du Komintern". En 1931, le couple revient en Suisse et s'installe à Zürich. Jenny est engagée au sein d'une agence de presse communiste, la RUNA (Rundschau-Nachrichten-Agentur). Elle devient pendant un temps la seule et dernière employée. Elle est arrêtée et détenue pendant trois semaines pour propagande anti-fasciste finalement sans être inculpée.

### Les années zurichoises
En 1943, le couple est expulsé du Parti communiste à la suite des critiques exprimées par Jules envers la politique de Staline. Approchés par le Parti socialiste suisse, tous deux y adhèrent. Jenny devient la présidente de la section des Femmes socialiste de Zürich pendant six ans depuis 1953 . En 1959, après leurs retraites, ils décident de retourner à la Chaux-de-Fonds. Jenny s'engage alors dans plusieurs nouvelles activités associatives. Elle participe notamment à la fondation de la section locale de la Fédération romande des consommatrices et s'investit au Centre d'éducation ouvrière. Elle est aussi une fervente militante pour le suffrage féminin en Suisse.

### Dernières décennies d'engagement
Intégrant le Parti socialiste chaux-de-fonnier, elle constate le manque de femmes actives. Elle décide alors de créer une commission féminine. Elle investit le journal socialiste La Sentinelle avec une rubrique concernant les femmes. Les articles traitent différents sujets relatifs aux droits de la femme et des inégalités entre les genres.
Après la mort de son mari Jules Humbert-Droz en 1971, elle poursuit le travail de tri de ses archives personnelles qui sont consultables à la Bibliothèque de la ville de la Chaux-de-Fonds. Elle termine également la correction du troisième tome de ses Mémoires et rédige le quatrième tome. En 1976 est publié de sa plume un condensé de ses mémoires sous le titre "Une pensée, une conscience, un combat : la carrière politique de Jules Humbert-Droz retracée par sa femme".
Elle est très souvent sollicitée en tant que véritable mémoire vivante dans la région chaux-de-fonnière. Elle est l'objet d'un certain nombre d'émissions télévisés ou radiophoniques notamment par la Télévision suisse romande. Elle fait aussi l'objet d'une interview réalisée par l'Association Films Plans-Fixes. Elle décède le 4 janvier 2000 à l'âge de 107 ans à Malvilliers (Val-de-Ruz, canton de Neuchâtel).

### Postérité
Une pièce de théâtre Jenny tout court écrite par Michel Beretti lui a été consacrée avec Yvette Théraulaz dans le rôle de Mme Humbert-Droz. Mise en scène par Gino Zampieri, les représentations ont eu lieu en 2002 au Théâtre Populaire Romand (TPR),.
Une table-ronde autour de la personnalité de Jenny Humbert-Droz a été organisée le 14 octobre 2002 par le Club 44.

## Œuvre
- Une pensée - une conscience - un combat, la carrière politique de Jules Humbert-Droz, Éditions de la Baconnière, Neuchâtel, 1976.
- Le couronnement d'une vie de combat, 1941-1971, Mémoires de Jules Humbert-Droz vol. 4, Éditions de la Baconnière, Neuchâtel, 1973.

### Presse
- ATS: «Jules Humbert-Droz fête ses 80 ans», Gazette de Lausanne, 18-19 septembre 1971, p. 15.
- AÏT-AHMED, Jugurtha: «Pasionaria de la gauche suisse, Jenny Humbert-Droz tire sa révérence. À 108 ans», Swissinfo.ch, 6 janvier 2000, url: r%C3%A9v%C3%A9rence--a-108-ans/1398600 http://www.swissinfo.ch/fre/pasionaria-de-la-gauche-suisse--jenny-humbert-droz-tire-sa-r%C3%A9v%C3%A9rence--a-108-ans/1398600
- BROSSARD, Irène, «Décès, Éprise de pacifisme, Jenny Humbert-Droz a trouvé sa propre paix», L'Impartial, 6 janvier 2000, p. 5.
- FORSTER, Simone: «Combat pour un idéal» in Femmes Suisses et le Mouvement féministe: organe officiel des informations de l'Alliance de Sociétés Féminines Suisses, janvier 1993, p. 14-15
- GOGNIAT, Rémy: «À 99ans, Jenny n'a rien oublié» in Le Nouveau Quotidien, 25 septembre 1991, p. 23.
- GROBETY, Anne-Lise: «Jenny Humbert-Droz a "couronné" le vie de combat de son mari» in Femmes Suisses et le Mouvement féministe: organe officiel des informations de l'Alliance de Sociétés Féminines Suisses, 10 mars 1975, p. 6.
- GROBETY, Anne-Lise: «Jenny et Jules Humbert-Droz: vivre à deux le même engagement!» in Femmes Suisses et le Mouvement féministe: organe officiel des informations de l'Alliance de Sociétés Féminines Suisses, 6 juin 1977, p. 4.
- NUSSBAUM, Robert: «En virée avec les Humbert-Droz», L'Express, 21 mars 2017, p. 11.

### Télévisions et radio
- BORY, Michel: «Jenny Humbert-Droz, militante politique», Association Films Plans Fixes, 28 août 1978, durée: 48 min, url: http://www.plansfixes.ch/films/jenny-humbert-droz/
- BIERENS DE HAAN, Valérie; CHABLOZ, Frédérique: «Jenny Humbert-Droz», Portrait d'Artiste, RTS Archives, 1er avril 1970, durée : 22 min, url : http://www.rts.ch/archives/tv/culture/portrait-d-artiste/3468672-jenny-humbert-droz.html
- MÉRIC, Lison: « Jenny Humbert-Droz », Fin de siècle, 25 août 1996, durée: 1h39, url: http://www.rts.ch/archives/radio/culture/fin-de-siecle/4155856-jenny-humbert-droz.html
- NICOLE, Gaston: «Jules Humbert-Droz», émission «Personnalités suisses», RTS Archives, 16 février 1971, durée: 45 min 25, url: http://www.rts.ch/archives/tv/culture/personnalites-suisses/5623428-jules-humbert-droz.html